# Adinaefiola
Adinaefiola Bello, 2020 è un genere di molluschi cefalopodi dell'ordine Sepiida.

## Tassonomia
Il genere comprende le seguenti specie:
- Adinaefiola aurantiaca Jatta, 1896
- Adinaefiola ligulata Naef, 1912
- Adinaefiola pfefferi Grimpe, 1921